# Reineke Fuchs

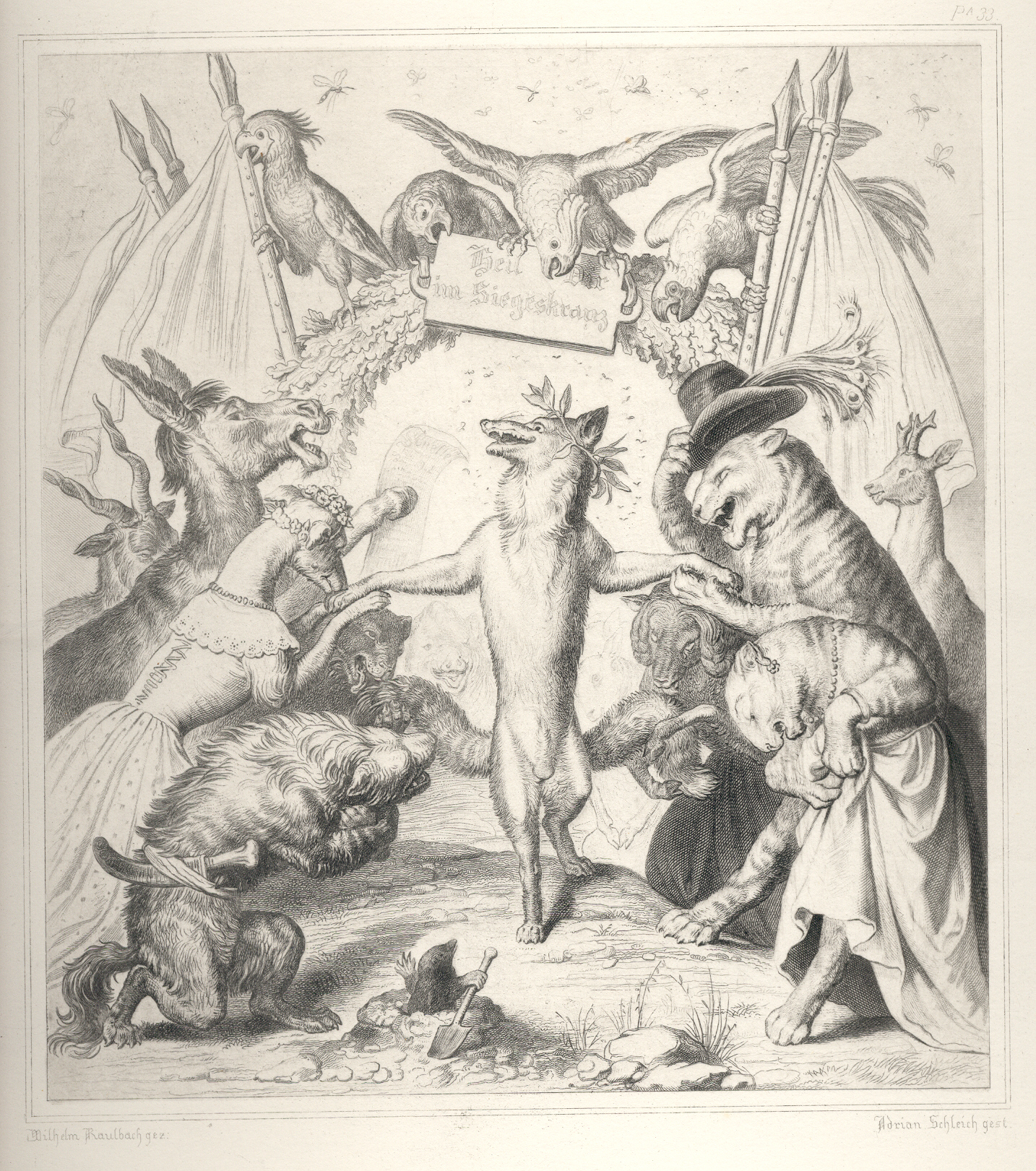
Wilhelm von Kaulbach: Reineke Fuchs als Sieger. Illustration, erschienen 1846; in Kupfer gestochen von Adrian Schleich, München

Reineke Fuchs ist die Hauptfigur eines Epos in Versen und in Prosa, dessen Tradition bis ins europäische Mittelalter zurückreicht. Eine 1498 in Lübeck gedruckte niederdeutsche Versfassung Reynke de vos entwickelte sich im 16. Jahrhundert im deutschsprachigen Raum zum Bestseller. Darin wird erzählt, wie sich der Übeltäter Reineke, der Fuchs, durch geniale Lügengeschichten und ausgesuchte Bosheiten aus allen prekären Lagen rettet und am Ende gegen seine Widersacher als Sieger durchsetzt.
Die bereits seit dem 16. Jahrhundert erfolgten hochdeutschen Ausgaben, insbesondere die Prosaübertragung von Johann Christoph Gottsched im Jahre 1752, überlieferten die Geschichte in ihrer jahrhundertealten deutschsprachigen Fassung nahezu unverändert bis auf den heutigen Tag. Das Werk und sein Titelheld inspirierten seit der Mitte des 16. Jahrhunderts Übersetzer, Schriftsteller und Illustratoren. Die heute gebräuchliche Namensform Reineke Fuchs wurde zuletzt durch das gleichnamige Versepos Johann Wolfgang von Goethes etabliert.

## Die Geschichte von Reineke

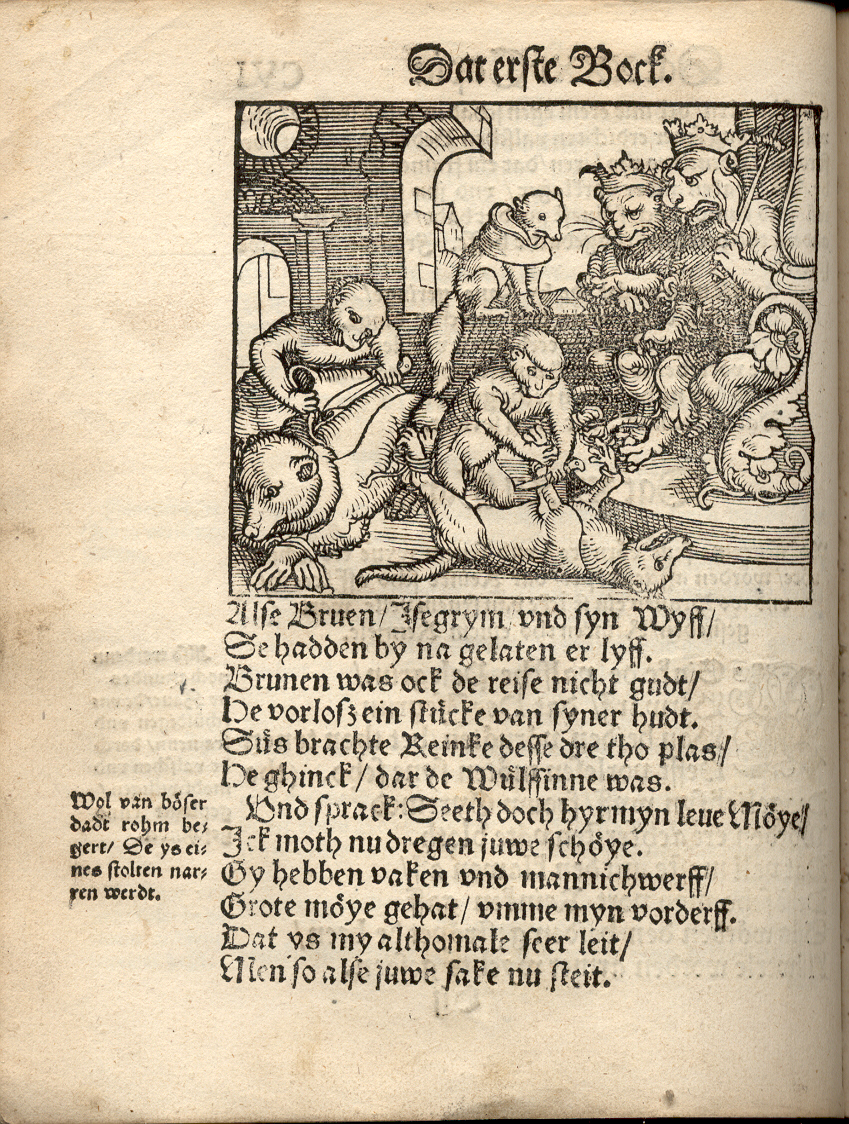
Seite aus Reyneke Vosz de olde, 1592: Bär und Wolf wird das Fell abgezogen, woraus der König dem Reineke Wanderschuhe und einen Ränzel schneidern lässt, in welchem dieser ihm den Kopf des Hasen Lampe zukommen lässt, wofür der Bote, der Widder Bellyn, mit dem Leben bezahlt.

### Inhalt
Die seit dem ausgehenden 15. Jahrhundert im Druck überlieferte fabelhafte Geschichte eines Fuchses besteht aus zwei Teilen, die jeweils von einem Gerichtsverfahren erzählen. Der Löwe Nobel, König der Tiere, hat zu Pfingsten zum Hoftag geladen. Die Anwesenden, groß und klein, allen voran Isegrim, der Wolf, beschweren sich über die Untaten des nicht anwesenden Fuchses Reineke und fordern seine Bestrafung. Braun, der Bär, und Hinz, der Kater, werden nacheinander losgeschickt, um Reineke aus seiner Burg Malepartus an den Hof zu holen. Beide scheitern, Reineke bringt sie gezielt in Lebensgefahr, und sie entrinnen, schwer malträtiert, knapp dem Tode.
Der König nimmt die Schmach persönlich und setzt Reinekes Erscheinen vor Gericht durch. Das Urteil lautet auf Tod. Unter dem Galgen, den Kopf bereits in der Schlinge, gelingt Reineke die Erfindung einer als Beichte getarnten Lügengeschichte von Verrat und Goldschatz, die den Bären Braun und den Wolf Isegrim zu Hochverrätern erklärt und den Löwen Nobel gierig macht. Reineke wird entlassen und macht sich unter dem Vorwand einer Pilgerreise nach Rom auf und davon. Reinekes Verrat wird offenbar, nachdem er den abgebissenen Kopf seines Pilgergefährten Meister Lampe, des Hasen, an den König zurückgeschickt hat. Braun und Isegrim werden rehabilitiert von Nobels Gnaden.
Nachdem Grimbart, der Dachs, Reineke erneut zum Hof gebracht hat, entwickelt sich eine zweite Gerichtsverhandlung, in der weitere Schandtaten Reinekes ans Licht kommen und in Reden der Anklage und der Verteidigung verhandelt werden. Reineke verweist zwar auf allerlei Wohltaten seiner Familie am Hofe, insbesondere auch auf die Rettung von Nobels krankem Vater durch seinen eigenen. Der Vorwurf Isegrims jedoch, Reineke habe seine Gattin Gieremund geschändet, veranlasst Nobel zu der Entscheidung, Isegrim und Reineke in einem öffentlichen Zweikampf gegeneinander antreten zu lassen. Für den Fuchs bedeutet dies das zweite Todesurteil, denn er ist dem Wolf körperlich unterlegen. Reineke gewinnt, indem er den Wolf mit schmerzhaften Unsportlichkeiten außer Gefecht setzt. Das überzeugt das Publikum und veranlasst den König Nobel, Reineke zu seinem Rat und zum Kanzler des Reichs zu ernennen.

### Merkmale
Das sich türmende Lügengebäude des Fuchses hat eine Verdichtung seiner Heucheleien, Bosheiten und Gewalttaten zur Folge, woraus der Zweikampf am Ende konsequent entwickelt ist, ähnlich dem sogenannten Showdown klassischer Filmgenres.
Der innere Aufbau der Erzählung besteht in einer die Handlung steigernden Verknüpfung von Episoden, in denen der Fuchs jeweils mit Widersachern oder für ihn herausfordernden Situationen konfrontiert wird; die Episoden werden zudem für Binnenerzählungen genutzt, die – wie zum Beispiel in den Anklage- und Verteidigungsreden oder anlässlich der Beichten Reinekes – nicht nur der Steigerung der Gegenwartshandlung dienen, sondern auch unterschiedliche Sichtweisen der Beteiligten auf die Taten Reinekes gestatten. Seit dem 15. Jahrhundert wurde der Text in Kapitel und Bücher gegliedert.
Die Tiere im Reineke Fuchs sind anthropomorphe Geschöpfe; sie werden durch Eigennamen individualisiert und sind mit menschlichen Eigenschaften ausgestattet. Die Figuren folgen in ihren Handlungen einerseits ihrer tierischen Natur, andererseits den Regeln menschlichen Zusammenlebens. So enthält das Geschehen Beweggründe, die allen Lebewesen gemeinsam sind, wie zum Beispiel die Nahrungssuche oder die Flucht vor Verfolgung, ebenso wie Elemente ausschließlich menschlicher Ordnung, wie zum Beispiel den Ehebruch oder die Formen der Anklage und Verteidigung vor einem Gericht. Die für die Handlung ausschlaggebenden Charaktere, insbesondere Nobel, Braun, Reineke und Isegrim, sind gekennzeichnet durch Eitelkeit, Dummheit, List und Gier; diese Züge werden in den zahlreichen Nebenfiguren und ihren Schicksalen fortgesetzt und erweitert zu einem Panoptikum, in dem die menschliche Tragödie von Macht, Gewalt und Tod gestaltet ist als eine tierische Komödie.

## Die Fuchs-Epen des Mittelalters

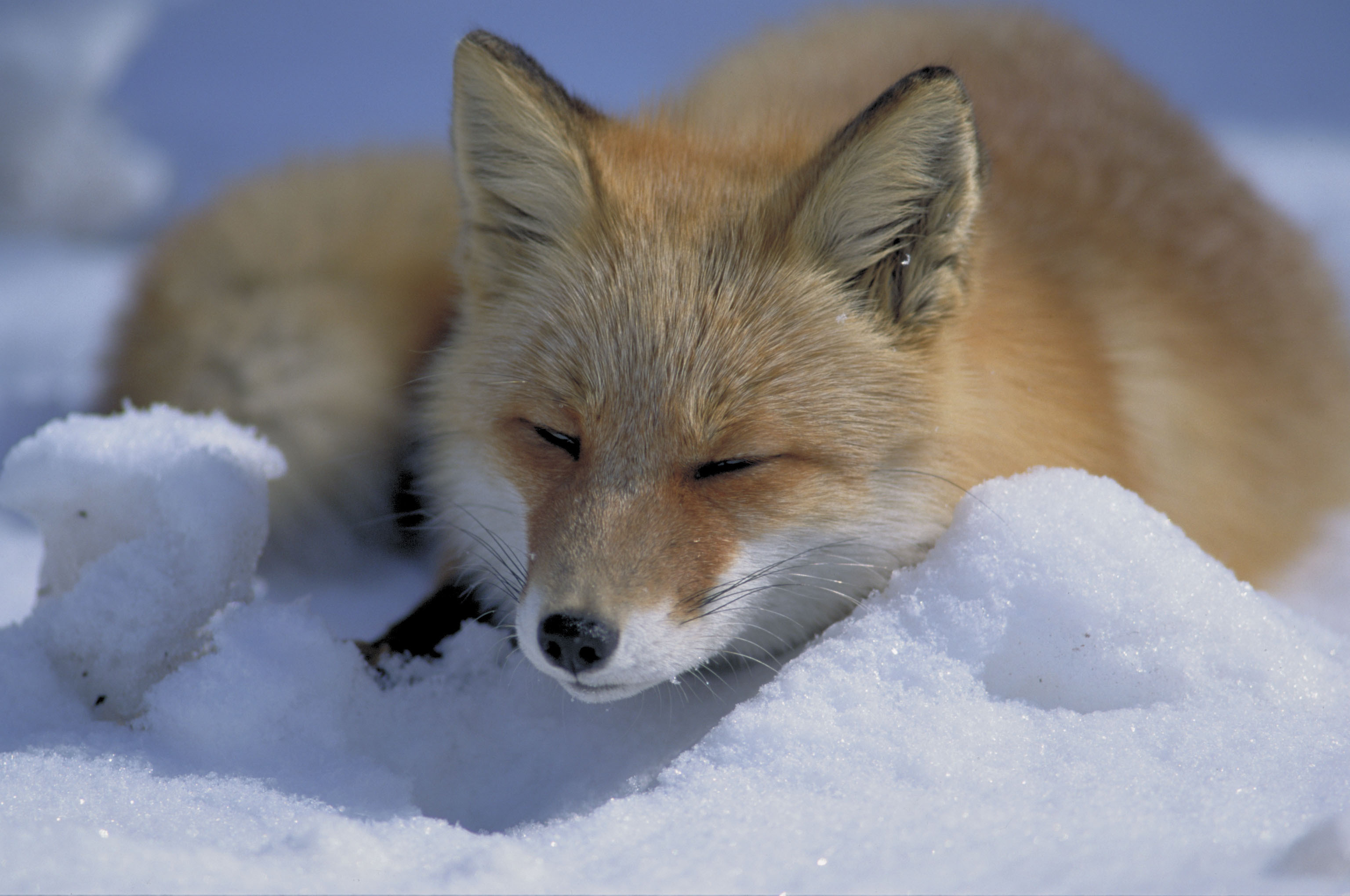
Vulpes vulpes – der Rotfuchs

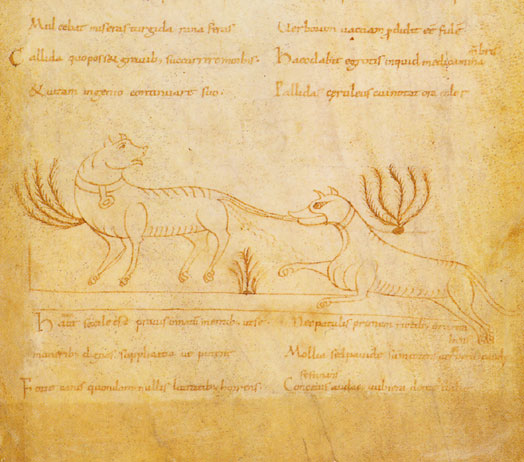
Avianus: Der Fuchs und der Hund (lat.). 10. Jahrhundert, Pergament. Bibliothèque nationale de France, Paris (BNF), Ms n. a. lat. 1332 f. 39

Der „schlaue Fuchs“ findet sich in den Sagenkreisen jener Gegenden der Welt, in denen Vulpes, der Fuchs, beheimatet ist, wie in Eurasien, Nordamerika und dem Mittelmeerraum. In Europa tauchte er in der Literatur der Antike auf. In einer der Fabeln des Äsop wird von einem Fuchs erzählt, der einen kranken Löwen heilt; der Ursprung Reinekes wird dort vermutet. Im europäischen Mittelalter sind Tiererzählungen mit einem Fuchs durchgehend nachzuweisen, so kursierten zum Beispiel die von Äsop inspirierten lateinischen Fabeln von Phaedrus, Babrios und Avianus in den Handschriften. Seit dem 12. Jahrhundert erschien der Fuchs auch als tragende Figur, die als Reinardus, Renart, Reinhart, Reynaert oder Reynard mit einem sprechenden Namen auftrat, einer Komposition aus regin- (=Rat) und -hart (=stark, kühn).

### DerReinardusdes lateinischen Mittelalters
Als erste literarische Fassung in epischer Länge, in welcher der Fuchs eine Rolle spielt, gilt die Ecbasis captivi, eine um 1040 entstandene Satire in lateinischer Sprache aus St. Evre bei Toul, in der von einem Gerichtstag des Löwen mit Klagen gegen den Fuchs erzählt wird.
Einem unbekannten Autor aus Gent, vielleicht Nivardus, wird der Ysengrimus zugeschrieben, ein 1148 vollendetes Tierepos in lateinischer Sprache, in dem der Wolf Ysengrimus (in den Handschriften auch Isengrimus, Ysengrinus und Isengrinus) die Hauptrolle spielt und sich stetig mit seinem Gegner Reinardus, dem Fuchs, auseinandersetzen muss. Die beiden Tiere tragen hier erstmals die Namen, mit denen sie in allen späteren Texten identifiziert werden. Das Epos ist eine Satire auf den Mönchsstand; Ysengrimus ist darin der Mönch, sein Widersacher Reinardus der Laie. Das Werk, von dem auch eine gekürzte Fassung aus dem 14. Jahrhundert, der Ysengrimus abbreviatus, überliefert ist, fand im 15. Jahrhundert kaum noch Beachtung; seine Anspielungen und seine Polemik waren unterdessen veraltet.

### DerReinhartin den Volkssprachen des Mittelalters
Die handschriftlichen Textüberlieferungen zeigen, dass sich Reinekes Geschichte über die Sammlungen einzelner Tiererzählungen und deren Verschmelzungen zunehmend in den verschiedenen Volkssprachen des europäischen Mittelalters zu einer die Sprachgrenzen überschreitenden literarischen Komposition verdichtete. Die im Jahre 1498 gedruckte niederdeutsche Fassung basierte auf niederländischen Versionen mit französischem Ursprung.

#### Roman de Renart

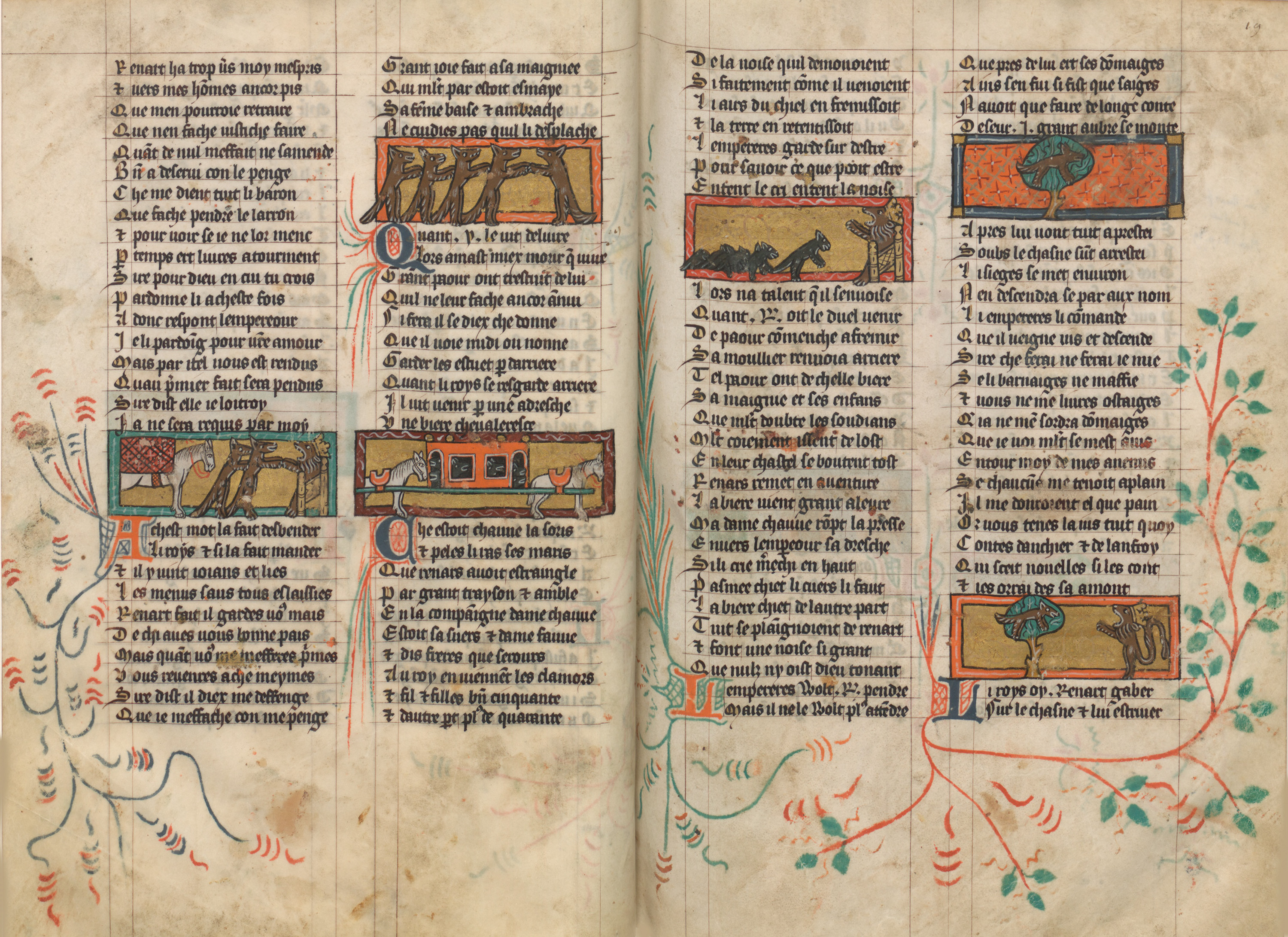
Aus dem Roman de Renart. Handschrift des 14. Jahrhunderts. BNF Ms fr.12584f. 18v, 19r

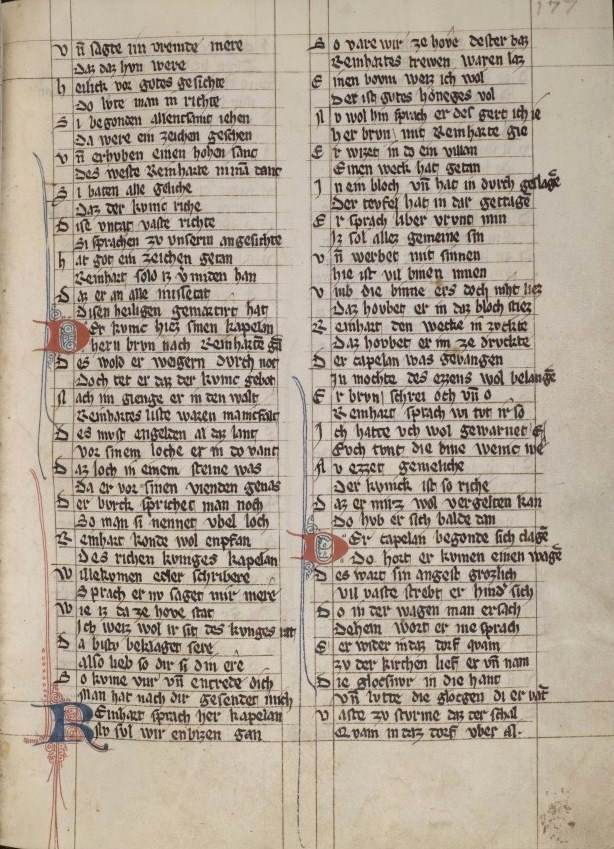
Heinrich: Reinhart Fuchs. Handschrift, ca. 1320–1330; Universitätsbibliothek Heidelberg, Cpg 341, 177r

Zwischen 1170 und 1250 entstand im nördlichen Frankreich der in der Volkssprache verfasste Roman de Renart: Der schlaue Fuchs Renart triumphiert in zahlreichen Episoden unter anderem über einen starken Löwen (Noble) und einen dummen, gierigen Wolf (Ysengrin). Der Roman besteht aus sogenannten branches verschiedener Verfasser, deren Anzahl und Anordnung in den 20 überlieferten Handschriften und Fragmenten variieren und die zusammen etwa 25.000 Verse umfassen. Die Individualisierung der Tiere durch Eigennamen erscheint in den branches zunehmend ausgeprägt. Die Geschichten zeigen Merkmale der höfischen Welt, deren Vertreter und ihre Handlungen durch das Vermischen von menschlichen und tierischen Verhaltensweisen parodiert werden; Renart ist ein baron revolté, der die Macht des Königs der Tiere, des Löwen Noble, ständig gefährdet. Die in der branche XI erzählte Geschichte wird als grundlegend angesehen für die Erweiterung des Stoffes im 13. Jahrhundert; sie handelt davon, wie Renart die Löwin verführt, während Noble sich auf einem Kreuzzug befindet.
Der romanische Sprachraum wies bereits im 12. und 13. Jahrhundert eine Fülle von Fuchsdichtungen auf und entwickelte daraus eine erfolgreiche eigene Tradition. So erschien um 1261 der über 8000 Verse umfassende Renart le bestourné von Rutebeuf, um 1270 der 3398 Verse lange Le couronnement de Renart, 1289 dann der Renart le nouvel von Jacquemart Gielée mit einem Umfang von 8048 Versen, und in der ersten Hälfte des 14. Jahrhunderts schließlich der Renart le contrefait mit etwa 40.000 Versen.
Relevant für den niederdeutschen Reynke von 1498 wurde indes nur der Roman de Renart, der bereits im Mittelalter auch die altfranzösische Sprache beeinflusste: die Bezeichnung des Fuchses als goupil wurde durch den Namen renart ersetzt und vergessen.

#### Reinhart Fuchs
Heinrich (genannt der Gleißner) aus dem Elsass dichtete Ende des 12. Jahrhunderts den mittelhochdeutschen Reinhart Fuchs. Einige Partien des Versepos verdeutlichen ihre Anlehnung an den Roman de Renart, dessen zyklisch-episodische Struktur hier jedoch in eine lineare, sich steigernde Handlung gefasst ist. Die Erzählung zeigt gesellschaftskritische Züge und nimmt als warnende Satire auch ausdrücklich Stellung gegen die Staufer. Heinrich liefert eine eigenwillige Pointe: der Fuchs vergiftet den Löwen am Schluss.
Das Werk stellt das einzige deutschsprachige Tierepos aus dieser Zeit dar, nachgewiesen in drei Handschriften des 13. und 14. Jahrhunderts. Bearbeitungen weiterer Verfasser erfuhr es nicht. In der Frühzeit des Buchdrucks fand Reinhart Fuchs keine Verbreitung; wiederentdeckt wurde er im 19. Jahrhundert von Jacob Grimm.

#### Reynaerts Historie
Im 13. Jahrhundert verfasste ein Flame namens Willem eine mittelniederländische Version Van den vos Reynaerde, in dem ebenfalls die Spuren des Roman de Renart festzustellen sind. Willems Fassung erzählt vom Hoftag des Löwen, den Anklagen gegen den abwesenden Fuchs und davon, wie dieser die beiden Boten Bär und Kater betrügt. Sie endet mit dem Todesurteil gegen den Fuchs und seiner Erfindung der Lügengeschichte, mit der er seinen Kopf aus der Schlinge zieht, sowie seinem Versprechen, nach Rom zu pilgern und seinem anschließenden Verrat. Im Gegensatz zum eher belehrenden Reinhart Fuchs ist Willems Werk durch ungebremste Erzählfreude und eine Häufung schwankhafter Einfälle gekennzeichnet. Womöglich provoziert durch den offenen Schluss – der Rehabilitierung von Bär und Wolf nach Reinekes Hasenkopf-Verrat – erfuhr das Werk um 1375 eine Bearbeitung durch einen unbekannten Verfasser, der die Erzählung als Reynaerts Historie erheblich erweiterte und die Struktur des zweimaligen Gerichtsverfahrens aufbaute. Die beiden Versdichtungen werden heute als Reynaert I und Reynaert II geführt. Die Fassung Willems wurde zur niederländischen Nationalliteratur; die Stadt Hulst, die in dem Epos erwähnt ist, hat dem Reynaerd ein Denkmal gesetzt.

#### Weitere Bearbeitungen
Der Reynaert II erfuhr in der Frühzeit des Buchdrucks noch zweimal eine Bearbeitung, dabei eine in Prosa, gedruckt von Gerard Leeu in Gouda 1479 unter dem Titel Historie van reynaert die vos, die 1485 von Jacob Jacobsz van de Meer in Delft nachgedruckt wurde. Die andere, eine Fassung in Versen mit Prosakommentaren, erschien zwischen 1487 und 1490 in Antwerpen, wiederum gedruckt von Gerard Leeu, der unterdessen seine Offizin dorthin verlegt hatte. Diese Versfassung ist nur in sieben heilen Blättern erhalten.
Von den Niederlanden aus hielt Reynaert als Reynard auch Einzug in England und begründete dort eine eigene Texthistorie; Rückwirkungen auf die kontinentale Entwicklung des Stoffes sind nicht eindeutig nachgewiesen. 1481 druckte William Caxton The History of Reynard the Fox, eine englische Übersetzung der niederländischen Prosafassung der Goudaer Ausgabe von Geeraert Leeu.
Eine gedruckte Lübecker Übertragung des Reynaert II ins Niederdeutsche 1498 mit einem Reynke als Protagonisten überlieferte durch die Verbreitung ihrer Nachdrucke und Übersetzungen diese spätmittelalterliche niederländische Erzählung in ihrem Inhalt, ihrem Aufbau und mit ihrem Personal bis heute.

### Der Lübecker Druck von 1498

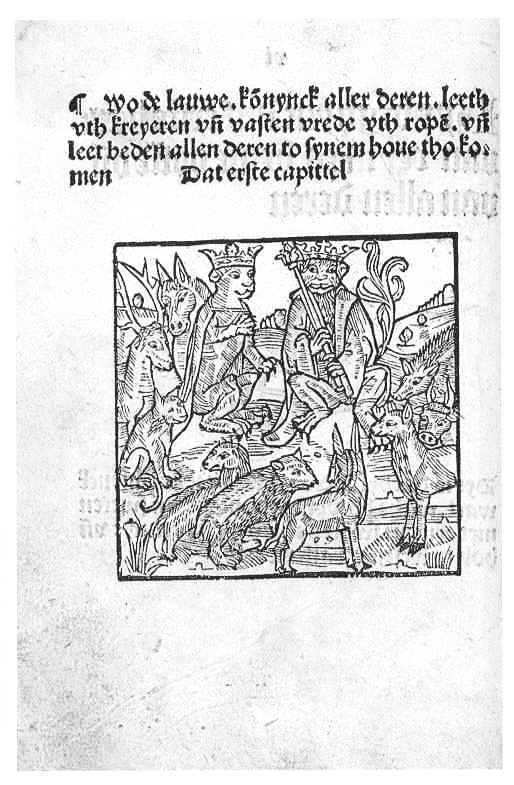
Einleitung des 1. Kapitels im 1. Buch der von Hans van Ghetelen 1498 gedruckten Ausgabe des Reynke de vos; Herzog August Bibliothek, Wolfenbüttel

Im Jahr 1498 gab Hans van Ghetelen in seiner Mohnkopfdruckerei in Lübeck das Werk Reynke de vos heraus, eine niederdeutsche Dichtung in 7791 knittelnden und in Paaren gereimten Versen, deren Kapitel in vier Bücher unterschiedlicher Länge eingeteilt und von denen zwei mit Prosavorreden versehen wurden. Den einzelnen Kapiteln waren Glossen in Prosa angefügt, die dem Leser die Geschehnisse für seinen Alltag kommentierten und die heute als sogenannte „katholische Glossen“ geführt werden. Die Ausgabe war mit 89 Holzschnitten reich illustriert.
Die Geschichte Reynkes, dessen Name die niederdeutsche Verkleinerungsform des Reynaert oder Reinhart darstellt, spielt in Flandern, wie anhand einiger Verweise im Text, wie zum Beispiel auf die Stadt Gent, erkennbar ist; zudem meldete sich im Vorwort ein vom Namen her ebenfalls dem niederländischen Sprachraum zuzuordnender Hinrek von Alckmer als Vermittler und Bearbeiter der Geschichte. Sein Name als Verfasser ebenso wie die Angaben zu seiner Person sind lediglich aus diesem Druck überliefert und die Urheberschaft wurde bereits im 19. Jahrhundert bestritten; als Bearbeiter wurde auch ein namentlich unbekannter Lübecker Ordensgeistlicher vermutet. Auf welcher Vorlage der Lübecker Druck beruht, ist unbekannt. Es kann jedoch als gesichert gelten, dass die benutzte Vorlage letzten Endes wieder auf den Reynaert II zurückgeht.
Der Druck ist nur in einer einzigen Inkunabel vollständig erhalten, die sich in der Herzog August Bibliothek in Wolfenbüttel befindet. Gleichwohl begründete dieser Druck die weitere Überlieferung Reinekes im deutschsprachigen Raum in der Geschichte seiner Nachdrucke und deren Rezeption.

## Von der Inkunabel zum Volksbuch
Ausgehend von dem Lübecker Druck von 1498 verbreitete sich die niederdeutsche Verserzählung von Reynke de vos im 16. Jahrhundert über weitere Druckorte; darüber hinaus erreichte sie durch ihre Übersetzung ins Lateinische auch internationalen Absatz. Über Lübeck gelangte die Geschichte insbesondere in den gesamten skandinavischen Sprachraum und wurde in Nordeuropa zum Volksbuch.

### Die Ausgaben des 16. und 17. Jahrhunderts

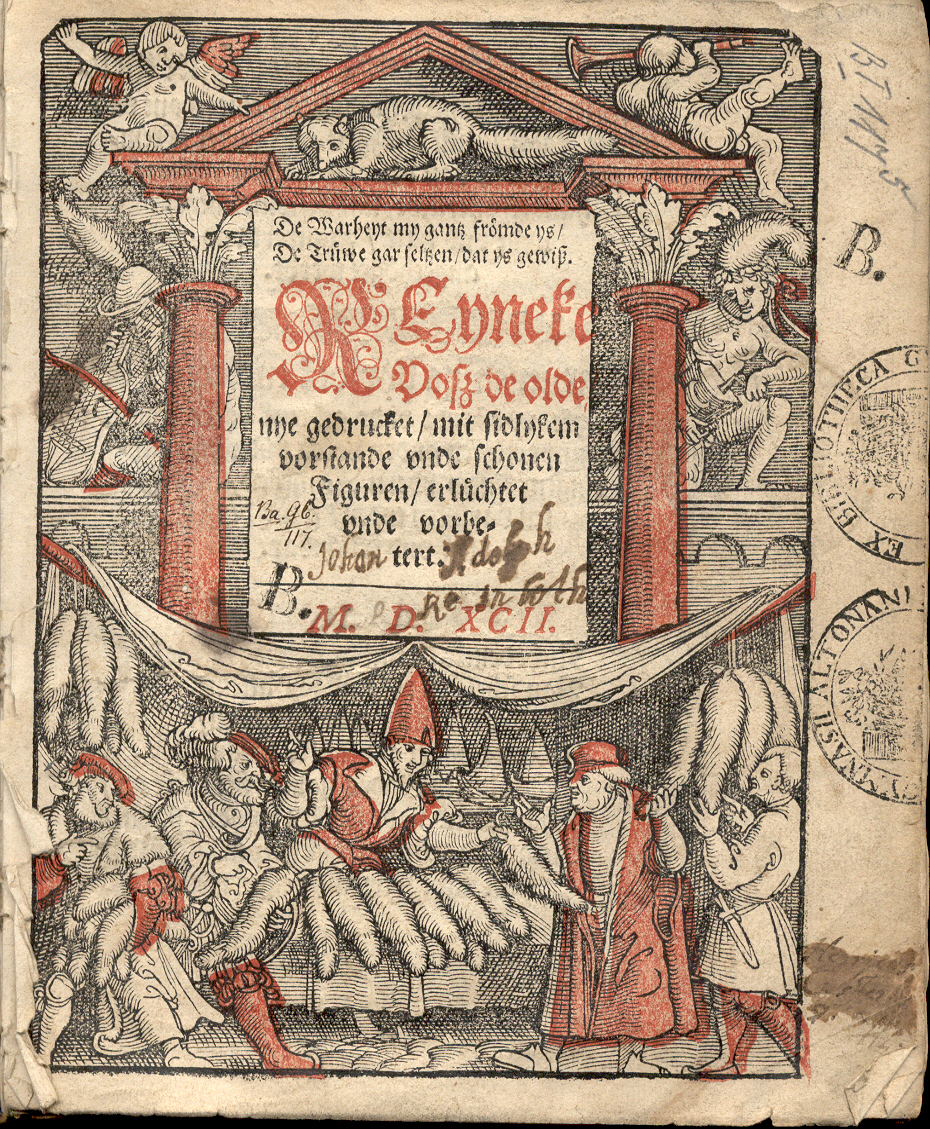
Reyneke Vosz de olde, Rostock: Stephan Mölleman für Laurentz Albrecht in Lübeck, 1592. Titelblatt

Der Lübecker Reynke de vos wurde 1510 und 1517 in Rostock nachgedruckt. Der erste Nachdruck ist nicht erhalten; der zweite von 1517 enthielt nur noch 30 Holzschnitte und hatte einen deutlich geringeren Umfang an Blättern als die Lübecker Inkunabel.
Der zeitliche Abstand zwischen den Auflagen war angesichts der Absatzmöglichkeiten für Buchpublikationen in der Hansestadt relativ groß. Dies und der deutlich reduzierte Umfang des überlieferten Nachdrucks führten in der neueren Forschung zu der Vermutung, dass die Geschichte zunächst keine bemerkenswerte Aufnahme durch das Publikum erfuhr.

#### Verbreitung des niederdeutschenReyneke Vosz
Die eigentliche Erfolgsgeschichte des Reynke de vos begann 1539 mit einer von Ludwig Dietz wiederum in Rostock gedruckten Ausgabe mit dem Titel Reyneke Vosz de olde, die nunmehr mit erheblich erweiterten Kommentaren versehen worden war (der sogenannten „protestantischen Glosse“). Der niederdeutsche Reyneke Vosz erfuhr von 1549 bis 1610 noch elf weitere Auflagen in Rostock, Frankfurt am Main und Hamburg. Die Ausgaben unterschieden sich in Format und Ausstattung. So gab der Frankfurter Drucker Cyriacus Jacob 1550 einen kostspieligen Band im Quartformat heraus, der allerdings auf die Kapitelglossen verzichtete und deshalb mit 150 Blättern auskam. Ebenfalls in Frankfurt erschien bei Nikolaus Bassée ein Reyneke-Druck als wohlfeiles Oktav; die Drucke des Hamburgers Paul Lange von 1604 und 1606 sowie ein später Nachkömmling des niederdeutschen Reynke, gedruckt 1660 bei Zacharias Dose in Hamburg, folgten diesem Format.

#### Hochdeutsche und lateinische Ausgaben

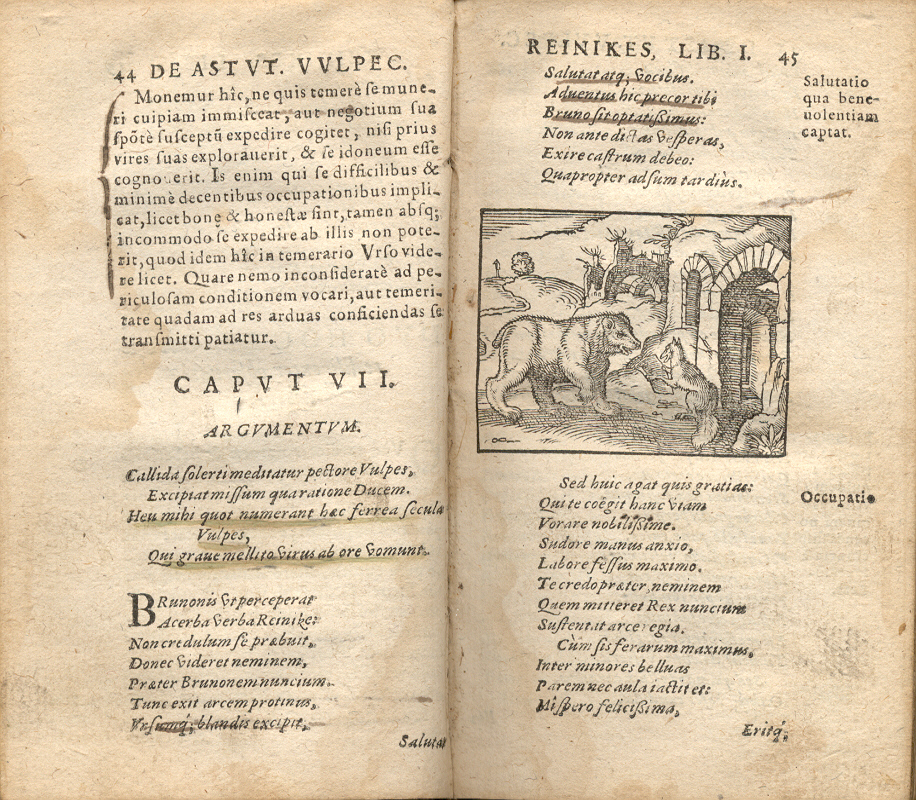
Aus der von Hartmann Schopper besorgten lateinischen Ausgabe, erschienen in Frankfurt am Main, 1579; Oktavformat: Bruno, der Bär, überbringt Reinike die Vorladung des Königs (Illustration nach der Serie Erhard Altdorfers von 1539).

Noch vor der Rostocker Ausgabe von 1549 hatte Cyriacus Jacob im Jahre 1544 in Frankfurt einen Druck im Folioformat herausgegeben mit dem Titel Von Reinicken Fuchs, eine hochdeutsche Übertragung des Reyneke Vosz, die vermutlich von Michael Beuther verfasst worden war und in deren Folge Frankfurt zum wichtigsten Druckort für die Reineke-Tradition wurde; bis zum Beginn des Dreißigjährigen Krieges erschienen hier 21 hochdeutsche, fünf niederdeutsche und sieben lateinische Auflagen. Die erste Übertragung ins Lateinische hatte Hartmann Schopper besorgt nach der hochdeutschen Version. Sie erschien 1567 unter dem Titel Opus poeticum de admirabili fallacia et astutia vulpeculae Reinikes, eine Dichtung über die füchsische Intrige und List des bemerkenswerten Reinike, bei Sigmund Feyerabend und Simon Huter in Frankfurt am Main und enthielt eine Widmung ad divum Maximilianum secundum, den göttlichen Kaiser Maximilian II. Die Ausgabe wurde bis zum Jahre 1612 nachgedruckt. 1588 wurde eine lateinisch-hochdeutsche Bearbeitung Joseph Lautenbachs gedruckt unter dem Titel Technae aulicae/Weltlauff vnnd Hofleben.

#### Übersetzungen
Die lateinische Ausgabe Schoppers war seit ihrer zweiten Auflage von 1574/75 versehen mit dem Untertitel Speculum vitae aulicae, Spiegel des Hoflebens. Sie wurde im 17. Jahrhundert zum Anlass für Übersetzungen in verschiedene Landessprachen, wie zum Beispiel unter anderem ins Englische, wo Reineke in Konkurrenz ging zu einer seit der Ausgabe von Caxton im Jahre 1481 erfolgten eigenen Texttradition, und ins Spanische. Die Verbreitung Reinekes im skandinavischen Sprachraum war zunächst der niederdeutschen Rostocker Ausgabe des Reyneke Vosz von 1539 gefolgt; eine erste dänische Übersetzung war bereits 1555 in Lübeck erschienen. In Stockholm kam Reineke im Jahre 1621 auch auf Schwedisch heraus, bearbeitet nach einer in Hamburg 1604 gedruckten lateinischen Ausgabe; eine englische Übersetzung aus dem Jahre 1706 folgte ebenfalls dieser Hamburger Fassung.

#### Volksbücher
Im Jahre 1650 erschien eine poetisch freie Bearbeitung der hochdeutschen Frankfurter Fassung, die Ende des Jahrhunderts in Prosa umgearbeitet wurde und mehrere Auflagen erfuhr. Auf der Barockfassung gründeten Der listige Reineke Fuchs und Des durchtriebenen Reineke Fuchs Leben und Buben-Stücke, gedruckt in Hamburg von Thomas von Wiering zwischen 1690 und 1700. Reineke war zum Volksbuch geworden, zum Stoff für freie Gestaltungen, die hinreichende Aussichten auf kommerziellen Absatz versprachen und meist als „Erstdrucke“ auf den Markt kamen.

### Illustrationen

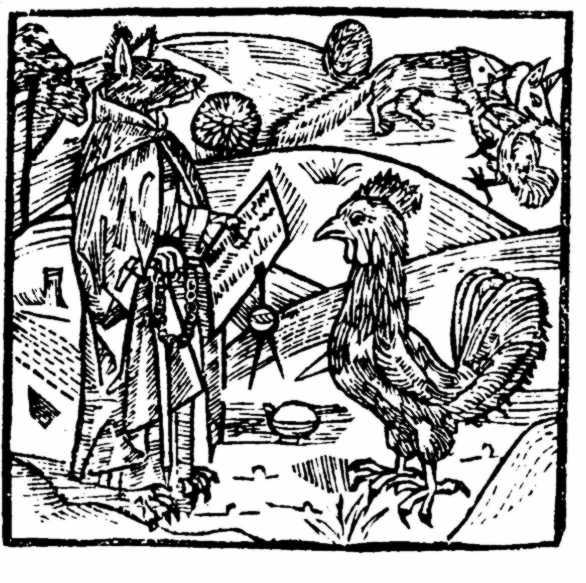
Holzschnittillustration (Lübeck, 1498)

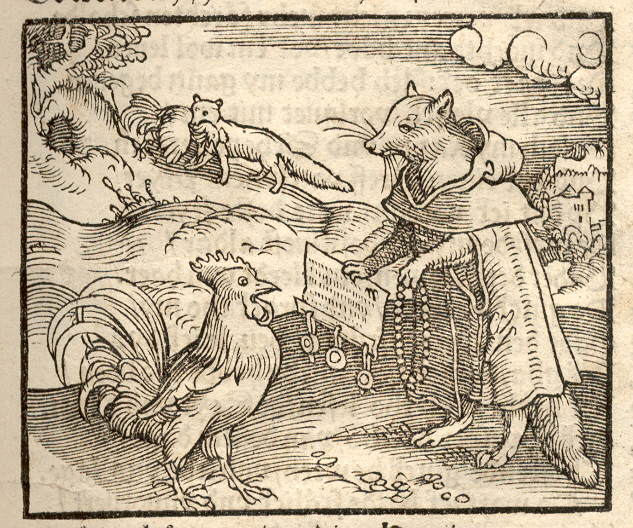
Holzschnittillustration (Rostock, 1539/1592)

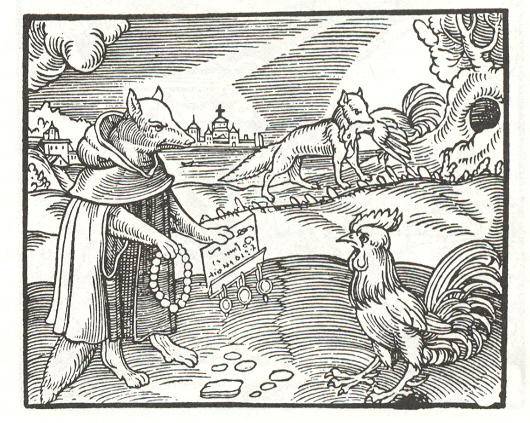
Holzschnittillustration (Frankfurt, 1550), seitenverkehrte Kopie der Rostocker Vorlage

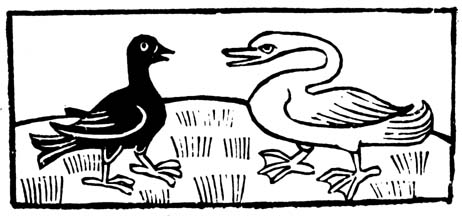
Dialogus creaturarum: Illustration eines Gesprächs der Vögel im 1. Kapitel des 2. Buches der Lübecker Ausgabe von 1498

Die Inkunabel von 1498 enthielt 89 Holzschnitte, die für einige Ausgaben auch koloriert wurden. Die teure Aufmachung weist darauf hin, dass der Druck bei den wohlhabenden Lübecker Ständen vertrieben werden sollte. Die Bilder zeigen das Löwenpaar stets im Herrscherornat, die Tieruntertanen behalten indes ihre Natur, deren Eigenart der Gestalter in differenzierten Schnittschraffuren auszudrücken versuchte; für seine Rolle als Mönch wird dem Fuchs allerdings eine Kutte übergezogen. Eine besondere Form der Lübecker Ausgabe stellen die sogenannten Dialogus-Holzschnitte dar, die als Zwischenspiel in Form eines das Geschehen glossierenden Gesprächs der Tiere das 2. Buch einleiten. Die Tierdarstellungen sind hier gestalterisch reduzierter angelegt als in den Illustrationen der Handlung und gewinnen durch ihren Zusammenhang mit dem Text emblematischen Charakter.
Für die Rostocker Ausgabe von 1539 entwarf Erhard Altdorfer, Hofmaler in Schwerin, eine neue Serie von Holzschnitten, die in der Verfeinerung des Schnitts den Ausdruck der Figuren in ihrer Umgebung entfaltet und steigert. Die Serie illustrierte die weiteren Rostocker Nachdrucke des 16. Jahrhunderts. In anderen Druckorten wurde sie kopiert und nachgeschnitten; die Abbildungen erschienen seitenverkehrt und in den Details gestalterisch deutlich variiert.
Die niederdeutschen und lateinischen Ausgaben, die seit Ende des 16. Jahrhunderts im nunmehr vorherrschenden Oktavformat erschienen, erhielten neue, kleinformatige Holzschnitte; diese Serie tauchte bis zu Zacharias’ Hamburger Ausgabe 1660 in den Drucken auf.

### Kommentare

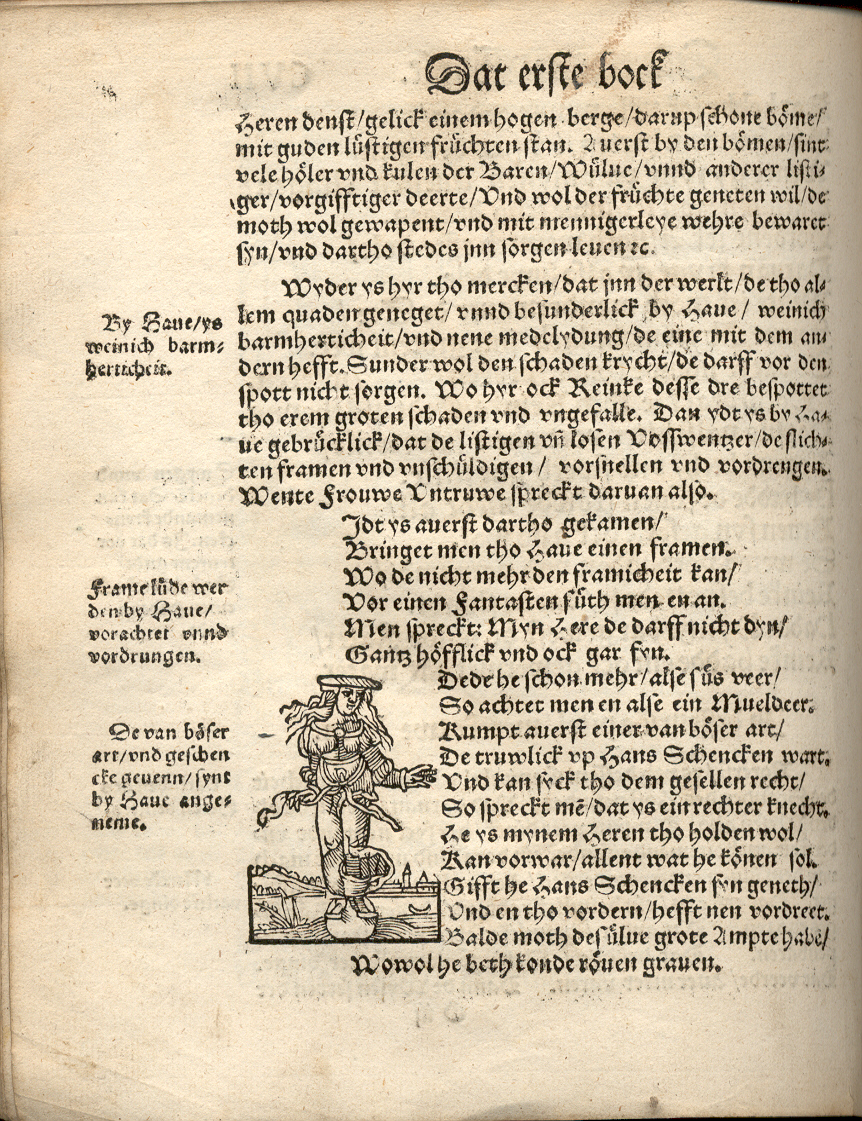
Kommentar zum ersten Buch mit einer Kritik der Käuflichkeit und Schmeichelei bei Hofe; als Beispiel wird Hans Schenck angeführt. Die Vignette zeigt eine Allegorie der Zwietracht. Aus: Reyneke Vosz de olde, 1592

In der langen Geschichte seiner Drucke wurde Reineke von Glossen begleitet, die einen deutlichen Wandel in den Absichten der jeweiligen Bearbeiter, den stets nahezu unveränderten Text in seiner Lesart für das Publikum aufzubereiten, dokumentieren.
Der katholische Glossator der Ausgabe von 1498 wendet sich erkennbar an ein städtisches Publikum. Er ist bemüht, dem Leser einen Sündenspiegel vorzuhalten, indem er die Geschichte im Sinne einer Fabel und ihrer Auslegung darbringt und den Fuchs als figura diaboli herausarbeitet. Zwar übt er auch Kritik an der Kirche, gleichwohl warnt er davor, als Laie einem Geistlichen Schlechtes nachzusagen. Die Kommentare unterstützen die Vermutung, dass der Bearbeiter der Lübecker Fassung ein Geistlicher aus den Ordenskreisen der Stadt gewesen sei.
Die protestantischen Glossen des Rostocker Drucks von 1539 äußern eine deutlich veränderte Sicht; sie nehmen Kirche, Papsttum, monastisches Leben und kirchliches Recht grundsätzlich ins Visier. Der Bearbeiter kritisiert zum Beispiel nicht nur das unnütze Leben der Nonnen (1. Buch, 18. Kapitel), sondern geißelt auch das Ablasswesen, die Wallfahrten sowie das kirchliche Bannverfahren (1. Buch, 29. Kapitel) und unterstreicht damit seinen reformatorischen Standpunkt. Desgleichen wendet er sich in der Grundsätzlichkeit seiner Kommentare gegen Missstände seiner Zeit, wie zum Beispiel gegen die Praxis, sich durch „geschencke“ oder „van übler art“ Positionen bei Hofe zu erschleichen (1. Buch). „Als solche, als Kritik an der alten Kirche und den sozialen Verhältnissen, entfaltete die Dichtung ihre volle Wirkung und gewann die Gunst des Publikums.“
Die 1544 von Cyriacus Jacob in Frankfurt herausgegebene hochdeutsche Fassung zeigt eine weitere Tendenz, die Dichtung von Reineke zu beleuchten. Bereits im Titel (Ander Teyl Des Buchs Schimpff un[d] Ernst [...]) verweist diese Ausgabe auf ein weiteres beliebtes Buch der Zeit: Schimpf und Ernst von Johannes Pauli. Der hochdeutsche Bearbeiter teilt in seiner „Vorrede an den Leser“ mit, dass er sich mit seinen Vorgängern auseinanderzusetzen gedenke, deren Kommentare zu kürzen vorhabe und überdies anonym bleiben wolle. Seine Anmerkungen zeigen literarische Ambitionen, indem er zum Beispiel gelegentlich statt eines Kommentars ein Gedicht beisteuert und damit die bereits im Titel angedeutete Möglichkeit erschließt, durch die Manier der Anspielung dem Leser anheimzustellen, sich durch seine Kritik angesprochen zu fühlen oder nicht.
Auch wenn die Kommentare in ihrer Tradition, allein von ihrem Umfang her, den Text eher zuzudecken als zu erschließen scheinen, verdeutlichen sie die besondere Eignung der Erzählung für Auseinandersetzungen sowohl mit gesellschaftlichen Wirklichkeiten als auch mit einem jeweiligen Gegner; der außerordentliche Erfolg der Geschichte von Reineke seit dem 16. Jahrhundert wird deshalb insbesondere ihren Glossen zugeschrieben.

## Vom Volksbuch zum Heldenepos
Im Jahre 1711 gab Friedrich August Hackmann das Epos in der Fassung des Lübecker Drucks von 1498 in Wolfenbüttel neu heraus mit dem Titel Reineke de Vos mit dem Koker in der Absicht, dem barocken Ton der Bearbeitungen des 17. Jahrhunderts die ursprüngliche Fassung entgegenzustellen; das Titelkupfer zeigte einen Fuchs mit Köcher und Pfeil vor König Nobel. Hackmann hatte bereits 1709 in Helmstedt als Professor Vorlesungen gehalten über den Reineke Vosz, wobei er sich unbotmäßige Äußerungen gegen Standespersonen erlaubt und die Religion verspottet hatte, was ihm infolge ein Vorlesungsverbot und das Consilium abeundi, den Rat, wegzugehen, einbrachte: er wurde der Stadt verwiesen. Vierzig Jahre später wurde die Ausgabe Hackmanns zur Vorlage für die Prosaübertragung Johann Christoph Gottscheds.

### GottschedsReineke der Fuchs

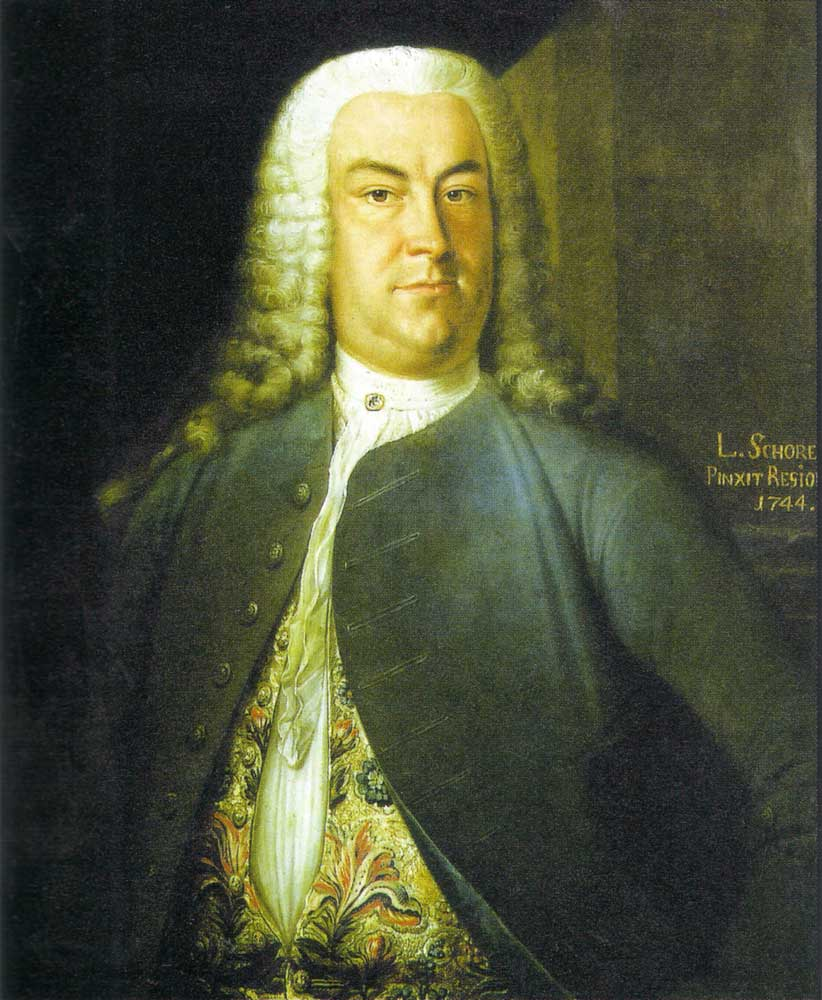
Johann Christoph Gottsched 1744

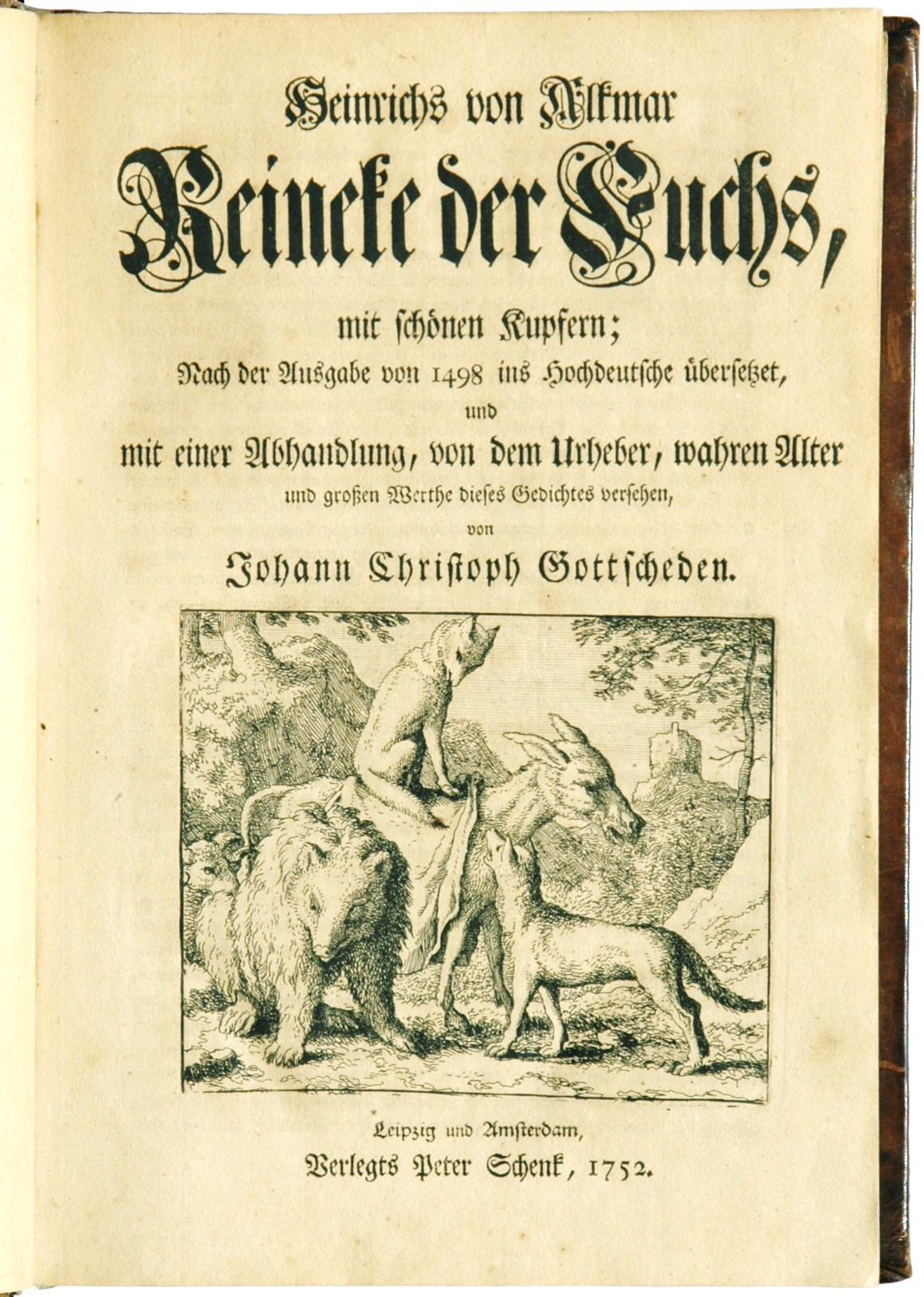
J. Chr. Gottsched: Reineke der Fuchs, Prosafassung 1752. Titelblatt.

Johann Christoph Gottsched (1700–1766), Gelehrter und eine der einflussreichsten Persönlichkeiten des literarischen Lebens im 18. Jahrhundert, war auch ein Kenner der altdeutschen Literatur. Im Jahre 1752 veröffentlichte er eine Prosafassung des Tierepos unter dem Titel Reineke der Fuchs bei Breitkopf in Leipzig und Amsterdam. Als Vorlage diente ihm neben Hackmanns Ausgabe auch die Frankfurter Versübertragung ins Neuhochdeutsche von 1544.
Gottsched behielt die Einteilung in vier Bücher bei, hob „Heinrich von Alkmar“ im Titel prominent hervor und gab die niederdeutsche Fassung von 1498 in den Anhang, allerdings ohne deren Kommentare. Seiner Prosafassung vorangestellt sind die Vorreden Hinreks von Alkmer von 1498 und die eines Nikolaus Baumann aus der Rostocker Ausgabe von 1549; den Kapiteln im Einzelnen sind die „Alkmarischen“ und die „Baumannischen Anmerkungen“ angefügt. In einer eigenen Einleitung lieferte Gottsched zudem eine „historisch-kritische Betrachtung“, in der er anhand einer Quellensammlung „Von dem wahren Alter dieses Gedichts“ (II. Abschnitt) berichtete und darüber hinaus auch die bisherigen „Ausgaben und Übersetzungen“ bibliographisch erfasste (IV. Abschnitt). In Abgrenzung zu den bereits vorliegenden Prosafassungen, die er weder für textgetreu noch „heute zu Tage […] überall ohne Ekel und Widerwillen zu lesen“ befand, sei sein Ansinnen, Reineke „aus den Händen des Pöbels“ zu reißen und ihn „wiederum in die Hände der vornehmen, klugen und witzigen Welt“ zu legen.
Die Ausgabe war mit 57 Radierungen des niederländischen Malers und Grafikers Allart van Everdingen illustriert. Sie zeigen die Tiere in ihrer natürlichen Umgebung der Landschaft und der dazugehörigen menschlichen Behausungen, allerdings ohne ihnen menschliche Insignien anzuheften; ihre Stellung im Machtgefüge der erzählten Geschichte werden ausschließlich durch Ausdruck und Bewegung der Tiere verdeutlicht. Ähnlich den Holzschnittserien des 15. und 16. Jahrhunderts trägt der Fuchs lediglich bei seinem Auftritt als Mönch eine Kutte.

### GoethesReineke Fuchs

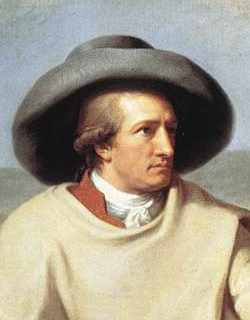
Johann Wolfgang von Goethe, um 1787

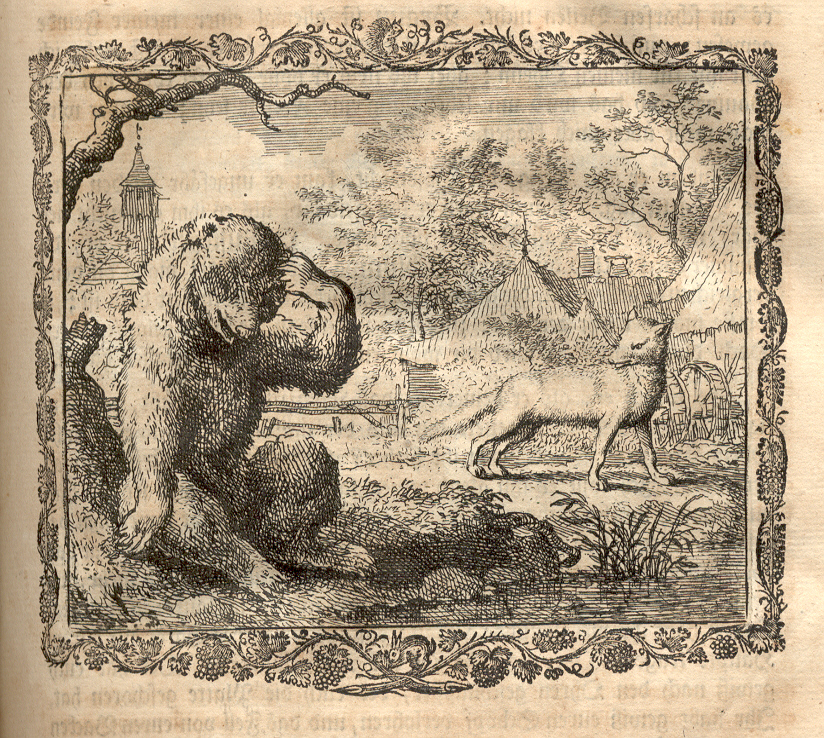
Allart van Everdingen: Ein malträtierter Bär und ein feixender Fuchs. Illustration aus Gottscheds Prosafassung Reineke der Fuchs von 1752

Im Januar 1793 begann Johann Wolfgang von Goethe (1749–1832) mit einer Bearbeitung des Reineke Fuchs in Versen, die er im April abschloss. Ende desselben Jahres ging das Werk in Druck und erschien im Frühjahr 1794 als 2. Band der Neuen Schriften bei Joh. Friedr. Unger in Berlin. Es besteht aus 4312 Versen in Hexametern, eingeteilt in zwölf Gesänge, und enthält keinen Kommentar.
Vorlage für das Tierepos war die Prosafassung Gottscheds von 1752, die Goethe seit seiner Kindheit kannte. Goethe besaß außerdem 56 Radierungen aus der Reineke-Fuchs-Serie Allart van Everdingens, die er 1783 auf einer Auktion erworben hatte. Die Korrespondenz Goethes mit dem Breitkopf-Verlag im Jahre 1782 bezüglich der Druckplatten Allart van Everdingens lässt die Vermutung zu, dass Goethe bei der Abfassung seines Reineke Fuchs auch die Delfter Ausgabe der Historie van reinaert die vos von 1485 kannte.
Goethe hielt sich, abgesehen von der sprachlichen Gestalt und der neuen Einteilung, eng an die Vorlage. Die Hexameter verfasste er, wie er selbst sagte, „nach dem Gehör“. Die antike Form des Langverses der homerischen Heldenepen hatte in deutscher Sprache insbesondere durch Klopstocks Messias (seit 1748), aber auch durch die aktuellen Homer-Übersetzungen von Stolberg (1778) und Voß (1781) Beachtung gefunden, galt indes als Ausdrucksform ernster oder feierlicher Themen. Goethes Verwendung hatte jedoch einen spielerischen Charakter, da er die Verse nicht auszählte und die Zäsuren zugunsten der Treffsicherheit des Ausdrucks frei gestaltete. Die Lässigkeit dieses Stils nimmt der Geschichte, die Goethe als „unheilige Weltbibel“ bezeichnete, alles Lehrhafte und Allegorische.

### Der Reineke-Zyklus Wilhelm von Kaulbachs

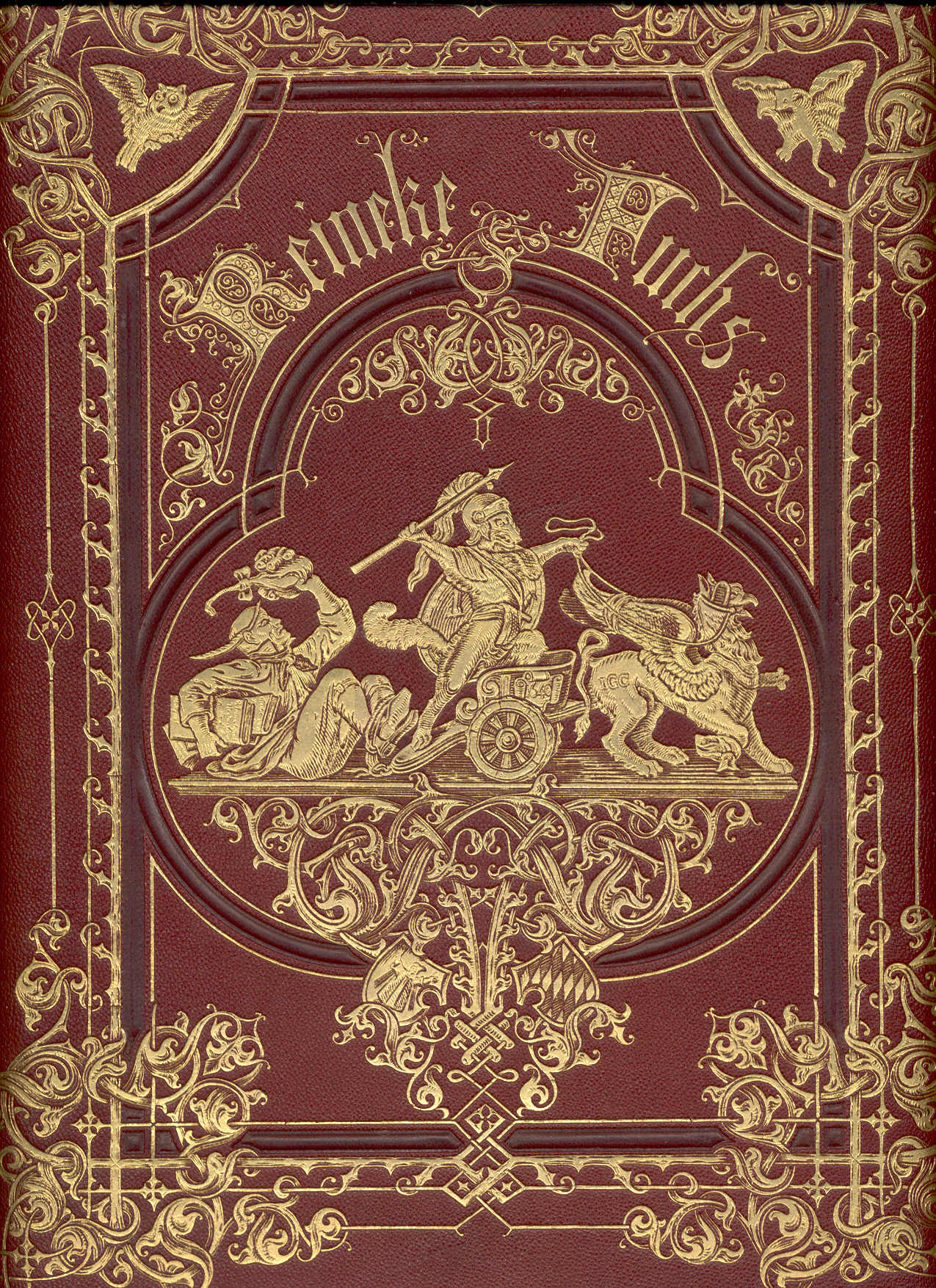
Johann Wolfgang von Goethe: Reineke Fuchs. Einband der Cotta’schen Ausgabe von 1846 (Ausschnitt)

Der Verleger Johann Georg Freiherr Cotta von Cottendorf (1796–1863), dessen Haus, die Cotta’sche Verlagsbuchhandlung in Stuttgart, zum bedeutendsten Verlag der Klassiker geworden war und unter anderem auch seit 1806 die Werke Goethes publizierte, hatte begonnen, eine Reihe großformatig aufgemachter Einzeleditionen herauszugeben, an denen der Münchner Künstler Wilhelm von Kaulbach (1804–1874) mitarbeitete. 1840 schloss Cotta mit dem Künstler einen Vertrag, die Illustrationen für eine Neuausgabe von Goethes Reineke Fuchs zu gestalten. Kaulbach, mit eigenen Monumentalgemälden im Atelier langfristig beschäftigt, arbeitete drei Jahre abends an dem verhältnismäßig hoch dotierten Auftrag und lieferte 36 Hauptbilder und zahlreiche Vignetten ab. Die Zeichnungen wurden von Hans Rudolf Rahn in Zürich und dem Münchner Adrian Schleich in Kupfer gestochen; 1846 erschien das Buch im Folioformat, eingebunden in rotem oder blauen Leder mit in Gold eingefärbten Blindprägungen.

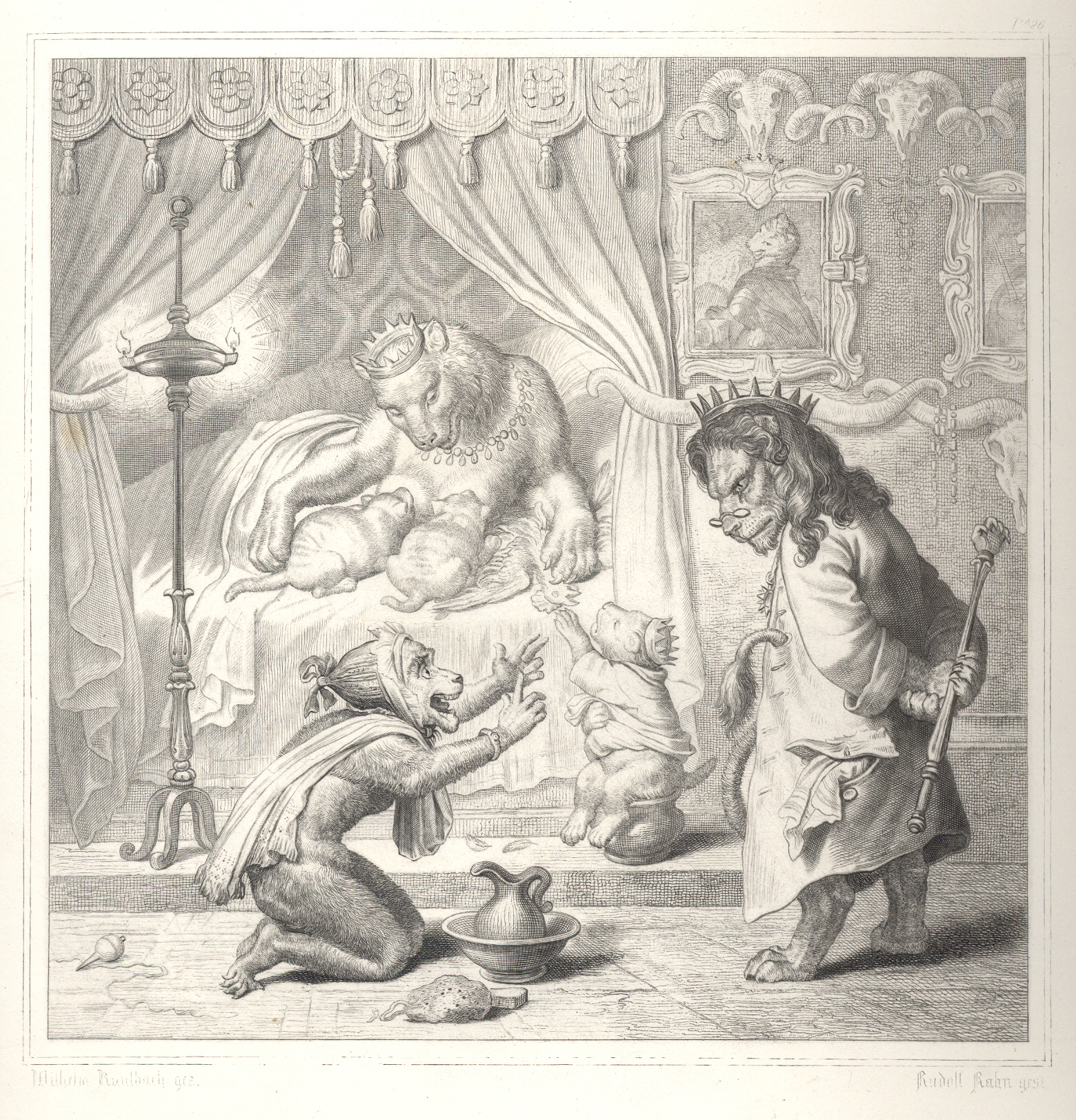
Wilhelm von Kaulbach, 1846: Reineke Fuchs. Die Illustration zum Neunten Gesang, in Kupfer gestochen von Rudolf Rahn in Zürich, zeigt König Nobel im Schlafgemach, mit der Kinderfrau Rückenau, der Äffin, Fürsprecherin Reinekes.

Kaulbach hatte in den drei Jahren zunehmend seine Zeichnungen zum Reineke auch als Vehikel seiner persönlichen Auseinandersetzung mit den Entwicklungen seiner Zeit entdeckt; in allerlei Anspielungen der zeitgenössischen Staffage der Figuren oder der Details am Rande verspottete er neureiches Gebaren, nahm gelegentlich auch einen Politiker aufs Korn oder machte sich über den ihm töricht erscheinenden Zeitgeist des Biedermeierlichen lustig; so zeigt eine Tafel an Reinekes Burg Malepartus eine nur in der unteren Hälfte sichtbare, mit einem antikisierenden Röckchen ausgestattete, hüpfende Figur, die ein brennendes Häuschen mit einer Wasserkanne begießt; darunter die Inschrift: „Heiliger Florian / beschütz dies Haus / zünd andere an“. König Nobel trägt schon mal in einer häuslichen Schlafzimmerszene den Schwanz durchs Knopfloch gezogen.
Für Wilhelm von Kaulbach wurde die Cotta’sche Edition zum nachhaltigen Erfolg; das Buch kam 1865 erneut auf den Markt. Für den Verleger indes erwies sich eine 1857 aufgelegte kleinere Ausgabe als Goldgrube; sie erfuhr mehrere, allerdings nicht mehr datierte Auflagen. Kaulbachs Zeichnungen waren darin in einem im 19. Jahrhundert für die Massenproduktion entwickelten Holzdruckverfahren erschienen; sie verstärkten Reinekes Popularität und verschafften auch dem Epos, das von den Goethe-Exegeten als uneigenständiges Werk des Meisters angesehen und deshalb weniger gewürdigt worden war, nachhaltige Aufmerksamkeit.

### Reineke alsBaron revolté

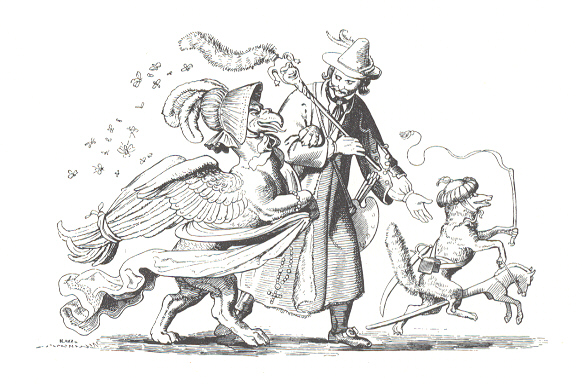
Wilhelm von Kaulbach: Schlussvignette zum Reineke Fuchs von 1846. Der Künstler stellt sich selbst dar, am Arm den als Gouvernante ausstaffierten und von Motten umwehten Cotta’schen Verlagsgreifen, das zu betreuende Fuchsbübchen ist bei seinem forschen Ritt auf dem Steckenpferd mit einem Fallhut vor Kopfverletzungen geschützt.

Cotta war die Arbeit Kaulbachs bei der gelegentlichen Einsicht in deren Fortschritt nicht ganz geheuer gewesen; er war auch Verleger einer weit verbreiteten Allgemeinen Zeitung und fürchtete deren Verbot durch den bayerischen Minister Karl von Abel. Der Künstler quittierte diese Sorge mit einer Schlussvignette, die den Greifen des Verlagshauses als von Motten umwehte Gouvernante zeigt. In der Rückschau erscheint Cottas Befürchtung nicht unberechtigt. Im selben Jahr wie der Kaulbach-Reineke erschien 1846 ein Neuer Reineke Fuchs des Berliner Autors Adolf Glaßbrenner; das Werk entging nur knapp der Zensur und gilt heute als eine bedeutende Gesellschaftssatire des Vormärz.
Die Spur Reinekes als der baron revolté, der aufständische Adlige, den einst der altfranzösische Renart verkörpert hatte, war von deutschsprachigen Schriftstellern bereits am Ende des 18. Jahrhunderts in eigenen, freien Bearbeitungen aufgenommen worden, beflügelt durch die Französische Revolution und durch Goethes Versübertragung. Von einem ungenannten Verfasser stammte ein Reineke Fuchs am Ende des philosophischen Jahrhunderts, angeblich erschienen 1797 in Itzehoe. Tatsächlich war dieses Werk aber aus Altona und schilderte den dänischen König Christian VII. als kakaotrinkenden Trottel. Im Jahre 1844 erschien Der neue Reineke Fuchs in acht philosophischen Fabeln, eine Satire auf die Philosophie Schellings; 1871 musste Reineke Sturm laufen in Bezug auf die Kriegsereignisse von 1870/71. Im Jahre 1872 veröffentlichte der luxemburgische Schriftsteller Michel Rodange anonym seine Fassung der Goethe’schen Version des Reineke als Renert oder de Fuuss am Frack an a Maansgréiss. Darin benutzte er regionale Dialekte und nahm Bezug auf die aktuellen Verhältnisse.

## Vom Heldenepos zum Kinderbuch

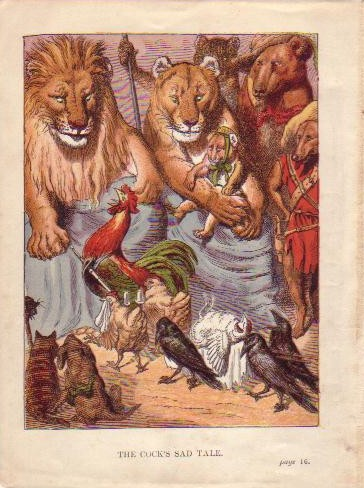
Hoftag bei Lion, the noble King: Chanticleer, der Hahn, präsentiert seine von Reineke getötete Tochter, die Henne Coppen. (Illustration aus einer englischen Kinderbuchfassung des Reynard the Fox (1481) von 1869)

Die romantische Mittelalter-Rezeption in der ersten Hälfte des 19. Jahrhunderts brachte Wiederauflagen des Volksbuchs mit der Geschichte Reinekes hervor, so zum Beispiel die Ausgabe von Karl Simrock im ersten Band seiner deutschen Volksbücher von 1845. Eine 1803 verfasste Nachdichtung in romantisch anmutenden Knittelversen von Dietrich Wilhelm Soltau erfuhr mehrere Auflagen bis 1830. Mit der Massenproduktion von Büchern seit den 1840er Jahren erschienen – neben den überwiegend von der Wissenschaft beachteten Editionen von Fragmenten und bisher unbekannten Textzeugen – auch zunehmend für ein breites Publikum aufgemachte und zum Teil gekürzte Ausgaben auf dem Markt; auf die Glossen wurde durchweg verzichtet, so dass diese heute weitgehend aus dem Bewusstsein der allgemeinen Leserschaft verschwunden sind. Im ausgehenden 19. Jahrhundert hatte das Motiv in Variationen in nahezu alle europäischen Landessprachen und in zahlreiche Dialekte Eingang gefunden.
Im 20. Jahrhundert fand Reineke nicht nur erneut Künstler, wie zum Beispiel A. Paul Weber und Josef Hegenbarth, die seine Geschichte illustrierten, sondern auch Eingang zur nunmehr internationalen Bühne. Aus dem Jahre 1915 stammt die Oper Le Renard von Igor Strawinsky. Seit den 1960er Jahren eroberte Reineke die Sprechbühne, überwiegend in Adaptionen der Goethe’schen Fassung. Eine der erfolgreichsten Inszenierungen des Reineke Fuchs war die von Michael Bogdanov am Hamburger Schauspielhaus, die ab 1987 mehrere Jahre im Spielplan blieb.

Eine 1820 gekürzte und gesäuberte Bearbeitung von Friedrich Rassmann hatte den Weg zum Kinderbuch geebnet, das seit Mitte des 19. Jahrhunderts zum Programm der Verlage gehörte. Die alte Geschichte wurde nun zunehmend auch für den jungen Leser eingerichtet, durchweg zu dessen Belehrung; die Episoden des überlieferten Epos und seiner Volksbuchfassung erschienen zuweilen als einzelne Fabeln. Reineke diente infolge nicht nur der Erziehung, sondern wurde für die Kinder auch propagandistisch aufbereitet; so kam zwischen 1937 und 1941 in den Niederlanden mit der Ausgabe Van de vos Reynaerde von Robert van Genechten ein antisemitisches Kinderbuch heraus, das 1943 mit Geldern der Nationalsozialisten verfilmt wurde. Im Jahre 1961 verfasste Franz Fühmann einen Reineke Fuchs für junge Leser in Prosa nach einer Ausgabe der Übertragung aus dem Niederdeutschen von Karl Simrock (1852) und einer niederdeutschen Fassung. In einem 20 Jahre später veröffentlichten Kommentar, Grausames vom Reineke Fuchs, beklagte er, aus „Prüderie“ das Original an einigen Stellen verfälscht zu haben. Eine andere Ausgabe der Geschichte für Kinder, bearbeitet und illustriert von Janosch, fand seit 1962 ihr Publikum.
Für den gymnasialen Unterricht war bereits 1890 eine Ausgabe auf Lateinisch erschienen. In den Formen des Kinderbuchs kam Reineke auch in die Lesebücher, allerdings meist nur in Auszügen der alten Geschichte. Deutschbücher der jüngeren Zeit beschränkten Reineke unter dem Stichwort Fabel oft nur auf einzelne Motive, wie zum Beispiel das bereits im Roman de Renart erzählte sogenannte Brunnenabenteuer: der Fuchs befreit sich aus einem Brunnen, indem er den Wolf in denselben lockt und dort im Eimer hängen lässt.

## Forschungsgeschichte

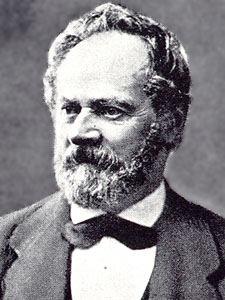
Friedrich Georg Hermann Culemann (1811–1886), Entdecker der sog. Culemannschen Bruchstücke (Cambridge University Library)

Für die Werkinterpretation sind seit dem 19. Jahrhundert insbesondere zwei Aspekte der philologischen Erforschung des Reineke Fuchs wichtig gewesen: das Problem der jeweiligen Vorlagen und die Verfasserfrage.
Gottsched hatte bereits 1752 im Vorwort seiner Prosaausgabe Reineke der Fuchs die wesentlichen Spuren der ihm vorliegenden Fassungen in der Tradition der Handschriften und Drucke aufgezeigt. 1834 veröffentlichte Jacob Grimm eine Edition von Heinrichs Reinhart Fuchs zusammen mit anderen mittelhochdeutschen und lateinischen Tiererzählungen, darunter auch das Fragment einer sich in Den Haag befindenden Handschrift des Reynaert II, das der Niederländer H. van Wijn (1740–1831), ein Reichsarchivar, im Jahre 1780 in einem Rückdeckel entdeckt hatte. Grimm vermutete den im Reynke de Vos genannten Hinrek van Alckmer als den Bearbeiter der niederländischen Vorlage.
Seine Auffassung wurde unterstützt durch eine Entdeckung von Friedrich Culemann (1811–1886), Senator für Schulwesen in Hannover, ein Sammler bibliophiler Kostbarkeiten und der Vermittler des Evangeliars Heinrichs des Löwen aus Prag an den Welfen Georg V. von Hannover im Jahre 1861. Culemann hatte sieben Blätter eines Drucks erworben, die eine mittelniederländische Versfassung des Reynaert enthielten; sie befinden sich heute in Cambridge. Die Fragmente konnten mit dem Drucker der Antwerpener Prosafassung, Geeraert Leeu, identifiziert werden und bildeten das fehlende Zwischenstück zur Lübecker Inkunabel von 1498; im Jahre 1862 ließ August Heinrich Hoffmann von Fallersleben die bis dahin nahezu unbekannten Culemannschen Bruchstücke nachdrucken. In der neueren Forschung der 1980er Jahre ergaben sich indes Zweifel an der Identität der Bruchstücke mit dem Werk Hinreks von Alkmer, wie es im Lübecker Reynke-Druck beschrieben ist.
Die Erforschung des Verhältnisses des Lübecker Reynke de Vos zu den niederländischen Vorlagen war zunächst von dem Fortschreiten der Textkenntnis bestimmt gewesen. Bereits 1783 hatte Ludwig Suhl, Lübecker Stadtbibliothekar und Subrektor des dortigen Gymnasiums, die Delfter Prosainkunabel von 1485 herausgegeben, die wahrscheinlich neben der Gottsched’schen Prosafassung Goethe bei der Bearbeitung seines Reineke Fuchs vorgelegen hat. 1852 gab Hoffmann von Fallersleben den Reineke Vos. Nach der Lübecker Ausgabe vom Jahre 1498 in Breslau heraus. Eine erste Zusammenfassung des Kenntnisstands erfolgte 1880.
Im 20. Jahrhundert wurden soziologische Fragestellungen und die der Wirkungsgeschichte bedeutsam sowohl für die Verfasserfrage als auch für die Erforschung der Vorlagen; beide Aspekte werden unterdessen als grundlegend angesehen für philologische Themen, wie zum Beispiel die Stellenexplikation, die Namensgebung der Figuren oder auch die Ikonographie und die rechtshistorische Problematik in der Geschichte von Reineke. Seit dem Jahre 1992 liegt eine Bibliographie der Reineke-Drucke bis 1800 vor, besorgt von Hubertus Menke. Auf der Grundlage der Vorlagenhistorie wurde seit den 1990er Jahren, insbesondere auch von Klaus Düwel, anhand der Traditionslinien des Stoffes dessen europäische Rezeptionsgeschichte zunehmend erforscht.

## Ausgaben (Auswahl)
- Johann Heinrich Ramberg (Zeichner), Dietrich Wilhelm Soltau (Autor), Waltraud Maierhofer (Hrsg.): Reineke Fuchs – Reynard the Fox. / 31 Originalzeichnungen und neu kolorierte Radierungen mit Auszügen aus der deutschen Übersetzung des Epos im populären Stil von Soltau | 31 original drawings and newly colored etchings with excerpts from the English translation of the burlesque poem by Soltau. VDG Weimar, Weimar 2016, ISBN 978-3-89739-854-2.
- Reynaerts historie, Reineke Fuchs (Ausgabe Mittelniederländisch/Hochdeutsch). Hrsg. von R. Schlusemann und P. Wackers. Münster 2005, ISBN 3-89688-256-2.
- The Cambridge Reinaert Fragments. Hrsg. von Karl Breul. Cambridge University Press 2010 (Neudruck der Erstausgabe von 1927). Mit Faksimiles der Fragmente und Transkription (online)
- Reynke de vos, Lübeck 1498. Faksimile, Hamburg 1976 (Herzog August Bibliothek, Wolfenbüttel; Microfiche Signatur: A: 32.14 Poet.)
- Reynke de Vos. Hrsg. von Hartmut Kokott. München 1981, ISBN 3-7705-1944-2.
- Von Reinicken Fuchs. Heidelberg, 1981 (Faksimile der Ausgabe Frankfurt 1544; mit einer Einführung von Hubertus Menke)
- Reineke der Fuchs. Johann Christoph Gottsched, Ausgewählte Werke. Hrsg. von Joachim und Brigitte Birke in 12 Bänden (1965–1995; Neudruck 2005). Band 4; Berlin / New York 1968, ISBN 3-11-018695-0.
- Reineke Fuchs. Goethes Werke, Band II: Gedichte und Epen II. München 1981 (nach der Hamburger Ausgabe von 1949–1967), ISBN 3-406-08482-6.
- Reineke Fuchs. Von D. W. Soltau. Berlin 1803. (Google Books)
- Reineke Fuchs. In 30 Blattern gezeichnet und radirt von Johann Heinrich Ramberg. Hannover 1826.
- Reineke der Fuchs. Für die gebildete Jugend bearbeitet. 2., mit 12 neuen Kupfern verschönerte Aufl. Leipzig o. J. [1838].
- Johann Wolfgang Goethe: Reineke Fuchs in zwölf Gesängen. Mit den Illustrationen von Wilhelm Kaulbach. Verlag der Nation Berlin, 1982.
- Johann Wolfgang von Goethe: Reineke Fuchs. Nach der Ausgabe von 1867. Mit einem Nachwort von Walter Scherf und 36 Stahlstichen von Wilhelm von Kaulbach. Harenberg, Dortmund (= Die bibliophilen Taschenbücher. Band 49).
- Karl Reißenberger (Hrsg.): Reinhart Fuchs (= Altdeutsche Textbibliothek. Band 7). Halle 1886.